# Prosper Grech
Prosper Stanley Grech (Vittoriosa, 24 dicembre 1925 – Roma, 30 dicembre 2019) è stato un cardinale, arcivescovo cattolico e teologo maltese.

## Biografia
L'8 ottobre 1944 emise la professione religiosa per l'Ordine di Sant'Agostino e il 25 marzo 1950 fu ordinato presbitero.
Divenne professore emerito di diverse università pontificie di Roma e fu consultore della Congregazione per la Dottrina della Fede e membro dell'Istituto Patristico Augustinianum e della Pontificia Commissione Biblica.

### Ministero episcopale e cardinalato
Il 6 gennaio 2012, al termine dell'Angelus dell'Epifania, papa Benedetto XVI annunciò la sua creazione cardinalizia.
Il 18 gennaio seguente fu nominato arcivescovo titolare di San Leone; l'8 febbraio ricevette l'ordinazione episcopale, nella concattedrale di San Giovanni a La Valletta, da Paul Cremona, arcivescovo metropolita di Malta, coconsacranti l'arcivescovo Giuseppe Versaldi, cardinale designato, presidente della Prefettura degli affari economici della Santa Sede, e Mario Grech, vescovo di Gozo.
Nel concistoro del 18 febbraio 2012 papa Benedetto XVI lo creò cardinale diacono di Santa Maria Goretti; il 21 aprile successivo prese possesso della diaconia. Era il primo cardinale agostiniano dopo 111 anni e il primo maltese dopo 168.
Il 12 marzo 2013, prima dell'inizio delle operazioni di voto del conclave, tenne ai cardinali elettori una meditazione.
Morì improvvisamente all'ospedale di Santo Spirito in Sassia a Roma il 30 dicembre 2019, sei giorni dopo il suo novantaquattresimo compleanno. Le esequie si tennero il 2 gennaio 2020 alle ore 11.30 all'altare della Cattedra nella basilica di San Pietro in Vaticano e vennero celebrate dal cardinale Giovanni Battista Re, vicedecano del Collegio cardinalizio; al termine della celebrazione papa Francesco presiedette il rito dell'ultima commendatio e della valedictio. Dopo un secondo funerale celebrato il 9 gennaio presso la cattedrale di San Paolo dall’arcivescovo Charles Scicluna, venne sepolto a Malta in un complesso dell'ordine agostiniano.

## Genealogia episcopale
La genealogia episcopale è:
- Cardinale Scipione Rebiba
- Cardinale Giulio Antonio Santorio
- Cardinale Girolamo Bernerio, O.P.
- Arcivescovo Galeazzo Sanvitale
- Cardinale Ludovico Ludovisi
- Cardinale Luigi Caetani
- Cardinale Ulderico Carpegna
- Cardinale Paluzzo Paluzzi Altieri degli Albertoni
- Papa Benedetto XIII
- Papa Benedetto XIV
- Papa Clemente XIII
- Cardinale Bernardino Giraud
- Cardinale Alessandro Mattei
- Cardinale Pietro Francesco Galleffi
- Cardinale Giacomo Filippo Fransoni
- Cardinale Carlo Sacconi
- Cardinale Edward Henry Howard
- Cardinale Mariano Rampolla del Tindaro
- Cardinale Rafael Merry del Val y Zulueta
- Arcivescovo Mauro Caruana, O.S.B.
- Arcivescovo Michael Gonzi
- Arcivescovo Joseph Mercieca
- Arcivescovo Paul Cremona, O.P.
- Cardinale Prosper Stanley Grech, O.S.A.